# Anders Østergaard
Anders Østergaard (ur. 14 marca 1965 w Kopenhadze) – duński reżyser i scenarzysta filmowy. 
Autor wielokrotnie nagradzanych filmów dokumentalnych i fabularnych, m.in. Malaria! (2001), Tintin i ja (2003), 1989 (2014) czy Podróż zimowa (2019). Jego wielkim sukcesem okazał się dokument Gasolin' (2006), poświęcony jednemu z czołowych duńskich zespołów rockowych. Film zobaczyło w kinach w Danii niemal ćwierć miliona widzów.
Trzykrotny laureat Nagrody Bodil, głównego trofeum w duńskiej branży filmowej, za najlepszy film dokumentalny roku. Międzynarodowe uznanie zdobył jednak dopiero dzięki dokumentowi Birma VJ (2008). Obraz ten ukazywał poświęcenie grupy niezależnych od władz reporterów-amatorów, ryzykujących własnym życiem, by ukrytą kamerą sfilmować wielotysięczne protesty uliczne buddyjskich mnichów, prowadzące do szafranowej rewolucji w Birmie. Østergaard otrzymał za film szereg nagród, w tym nominację do Europejskiej Nagrody Filmowej i Oscara za najlepszy pełnometrażowy film dokumentalny.